# Antifeminism
Antifeminismul este opoziție cu feminismul. La sfârșitul secolului al XIX-lea și începutul secolului al XX-lea, antifeministe s-au opus unor propuneri politice speciale pentru drepturile femeilor, cum ar fi dreptul la vot, oportunitățile educaționale, drepturile de proprietate și accesul la controlul nașterii.   La mijlocul și sfârșitul secolului al XX-lea, antifeministe s-au opus adesea mișcării pentru drepturile la avort.
La începutul secolului al XXI-lea, unele antifeministe își văd ideologia ca un răspuns la misandrie, considerând feminismul responsabil pentru mai multe probleme sociale, inclusiv rate mai scăzute de intrare la facultate a bărbaților tineri, diferențele de gen în sinuciderea și o scădere percepută a masculinității.    Antifeminismul in secolului XXI a fost uneori un element al actelor violente al extremiștii de extrema dreapta.    Antifeminismul este adesea legat de mișcarea pentru drepturile bărbaților, o mișcare socială preocupată de discriminarea bărbaților. 